# Mabel Seeley
Pour les articles homonymes, voir Seeley.
Mabel Seeley, pseudonyme de Isabel Hodnefeld, née le 25 mars 1903 à Herman, Minnesota, et décédée le 9 juin 1991 dans le New Jersey, est un auteur américain de roman policier.

## Biographie
Elle obtient une licence en lettres de l'université du Minnesota, campus de Saint Paul, en 1926. La même année, elle se marie à Kenneth Seely, dont elle aura un fils. Le couple Seely déménage à Chicago, où le mari étudie pour une maîtrise à l'université, pendant que sa femme occupe un poste de rédactrice dans le milieu de la publicité pour les grands magasins de détail. Elle trouve un emploi similaire quand son mari contracte la tuberculose, et que tous deux reviennent vivre à Minneapolis pour que le malade bénéficie de traitements médicaux adéquats. Plus tard, ils divorcent. À la fin des années 1940, elle réside avec son fils en Californie.
Elle amorce sa carrière littéraire dès 1938 avec un premier roman policier, D'autres chats à fouetter, qui contient plusieurs éléments autobiographiques, puisque notamment l'héroïne travaille en publicité, et qui, comme les romans suivants de l'auteur, se déroule dans le Minnesota. Elle cesse d'écrire au début des années 1950 après avoir contracté un second mariage.

## Œuvre

### Romans
- The Listening House (1938) Publié en français sous le titre D'autres chats à fouetter, Genève, Ditis, Détective-club - Suisse no 105, 1954 ; réédition, Paris, Ditis, coll. Détective-club - France no 82, 1954 ; réédition, Paris, J'ai lu policier no 46, 1966 ; réédition, Paris, Librairie des Champs-Élysées, Le Masque no 1871, 1987
- The Crying Sisters (1939)
- The Whispering Cup (1940)
- The Chuckling Fingers (1941)
- Sealed-Room Murder (1941)
- Eleven Came Back (1943)
- Woman of Property (1947)
- The Beckoning Door (1950)
- The Stranger Beside Me (1951)
- The Whistling Shadow ou The Blonde with the Deadly Past (1954) Publié en français sous le titre Il siffle dans l'ombre, Genève, Ditis, Détective-club - Suisse no 112, 1954 ; réédition, Paris, Ditis, coll. Détective-club - France no 93, 1954 ; réédition, Paris, Librairie des Champs-Élysées, Le Masque no 1885, 1987